# Kravgi
Kravgi ("Skrik") är en skiva av Anna Vissi som kom ut i november år 2000. Låtarna är skrivna av den grekiska låtskrivaren Nikos Karvelas.

## Låtlista

### Skiva 1
1. Kravgi ("Skrik")
2. Sadismos ("Sadism")
3. Xoris To Moro Mou ("Utan min älskling")
4. Kalytera I Dio Mas ("Bättre som oss två")
5. Shizofreneia ("Schizofreni")
6. Apopse Leipeis Apo 'Do ("I kväll är du inte här")
7. Moni Mou ("Ensam")
8. Agapoula Mou ("Min kära")
9. Kardia Apo Petra ("Hjärta av sten")
10. Thivet ("Tibet")
11. Den Me Agapas ("Du älskar mig inte")
12. Ola Ta Lefta ("Alla pengarna")

### Skiva 2
1. Atmosfaira Ilektrismeni ("Elektrifierad atmosfär")
2. To Poli Poli ("Högst")
3. AAA (Kai Xorisame) ["Och vi gjorde slut"]
4. Kopike I Grammi ("Linjen har skurits av")
5. Nostalgia ("Nostalgi")
6. Mi Mou Les ("Säg det inte till mig")
7. Kapnizo (Remix) ["Jag röker"]
8. Kaka Paidia ("Dåliga killar")
9. Epilogi Mou ("Mitt val")
10. Afti Ti Fora ("Denna gång")
11. Agapi Ipervoliki ("För mycket kärlek")